# 102e division d'infanterie (Allemagne)
Pour les articles homonymes, voir 102e division.
La  102e division d'infanterie  (en allemand : 102. Infanterie-Division ou 102. ID) est une des divisions d'infanterie de l'armée allemande (Wehrmacht) durant la Seconde Guerre mondiale.

## Création
La 102. Infanterie-Division est formée le 15 décembre 1940 dans le Wehrkreis II à Mecklembourg dans la Poméranie en tant qu'élément de la 12. Welle (12e vague de mobilisation) à partir des éléments de la 8. Infanterie-Division et de la 28. Infanterie-Division.

## Organisation

### Commandants
| Date                                | Grade                  | Commandant         |
| ----------------------------------- | ---------------------- | ------------------ |
| 10 décembre 1940 - 1er février 1942 | Generalleutnant        | John Ansat         |
| 1er février 1942-10 mars 1942       | Generalleutnant        | Albrecht Baier     |
| 10 mars 1942 - 1er mai 1942         | Generalmajor           | Werner von Räsfeld |
| 1er mai 1942-19 janvier 1943        | Generaloberst          | Johannes Frießner  |
| 19 janvier 1943-10 novembre 1943    | General der Infanterie | Otto Hitzfeld      |
| 10 novembre 1943 - ?? avril 1945    | Generalleutnant        | Werner von Bercken |
| ?? avril 1945-5 mai 1945            | Oberst                 | Ludwig             |

### Officiers d'opérations (Generalstabsoffiziere (Ia))
| Date                             | Grade          | Commandant                           |
| -------------------------------- | -------------- | ------------------------------------ |
| Décembre 1940-1941               | Oberstleutnant | Tschirdewahn                         |
| 10 octobre 1941-8 août 1942      | Major          | Oskar Berger                         |
| 8 août 1942-14 avril 1943        | Oberstleutnant | Werner Müller                        |
| 15 avril 1943-30 novembre 1944   | Oberstleutnant | Wolf von Frankenberg und Ludwigsdorf |
| 15 décembre 1943-15 février 1944 | Oberstleutnant | Kurt Schuster                        |
| 30 novembre 1944-5 avril 1945    | Oberstleutnant | Fritz Frenzel                        |

## Théâtres d'opérations
- Allemagne : décembre 1940 - Juin 1941
- Front de l'Est, secteur centre : juin 1941 - Février 1942
  - Opération Barbarossa
    - 22 octobre 1941 au 22 janvier 1942 : bataille de Moscou
- Allemagne : février 1942 - Avril 1942
- Front de l'Est, secteur centre : avril 1942 - Janvier 1945
  - 5 juillet au 23 août 1943 : bataille de Koursk
- Prusse orientale : janvier 1945 - Mai 1945

## Ordres de bataille
Décembre 1940
- 232. Infanterie-Regiment
  - 3x Infanterie-Bataillon
- 233. Infanterie-Regiment
  - 3x Infanterie-Bataillon
- 235. Infanterie-Regiment
  - 3x Infanterie-Bataillon
- 104. Artillerie-Regiment
  - 4x Bataillon
- 102. Panzerjäger-Bataillon
  - 3x Kompanie
- 102. Aufklärungs-Bataillon
- Reiter Schwadron
- Radfahr Schwadron
- Schweren Schwadron
- 102. Nachrichten-Bataillon
- 102. Pionier-Bataillon
  - 1. Kompanie
  - 2. Kompanie
  - 3. Kompanie
- Nachschubtruppen

Janvier 1944
- 84. Grenadier-Regiment
- 232. Grenadier-Regiment
- 216. Grenadier-Regiment
- 102. Füsilier-Bataillon
  - 4x Schwadron
- 104. Artillerie-Regiment
- 102. Pionier-Bataillon
- 102. Panzerjäger-Bataillon
  - 1. Panzerjäger-Kompanie
  - 2. Sturmgeschütz-Kompanie
  - 3. Flak-Kompanie
- 102. Aufklärungs-Bataillon
- Nachschubtruppen

## Décorations
Des membres de cette division ont été récompensés à titre personnel pour leurs faits de guerre:
- Agrafe de la liste d'honneur
  - 24
- Croix allemande en Or
  - 112
- Croix de chevalier de la Croix de fer
  - 20
  - 1 feuilles de chêne